# 米苏里纳湖
米苏里纳湖（義大利語：Lago di Misurina）是卡多雷地区最大的天然湖泊，海拔1,754米，靠近贝卢诺省卡多雷地区奥龙佐。湖周长2.6公里，最大深度为5.5米。
湖边有10家酒店，住宿容量约500人。
湖泊周围地区特殊的气候特征，使得这里的空气特别好，特别有利于呼吸系统疾病患者。靠近湖边有意大利唯一的儿童哮喘护理中心。
米苏里纳湖是克劳迪奥·巴格利奥尼一首名曲的主题，还是 Longane di Lozzo 戏剧表演的主题。
在科尔蒂纳丹佩佐的1956年冬季奥林匹克运动会中，速度滑冰比赛在米苏里纳湖举行。这是最后一次在天然冰上举行奥运会速度滑冰比赛。
米苏里纳位于多洛米蒂金杯赛的路线上。

## 民间传说

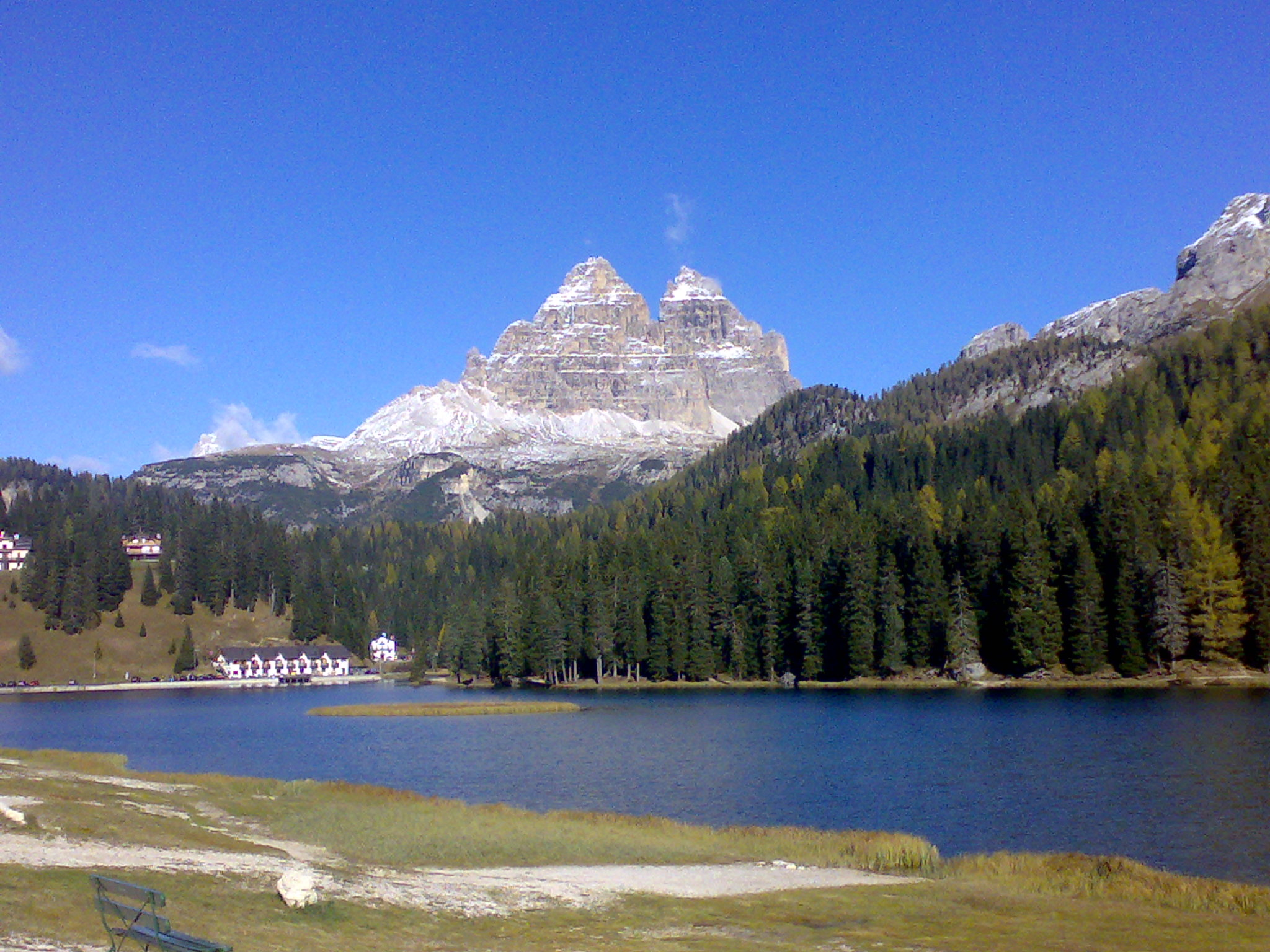
米苏里纳湖，背景是三峰山（Tre Cime di Lavaredo）

至少有两个传说与米苏里纳湖有关。第一个传说，因克劳迪奥·巴格利奥尼,米苏里纳的歌曲《萨巴托·波梅里吉奥》（"Sabato pomeriggio"）而出名，说一个有点任性和恶毒的女孩，真的活在她巨大的父亲索拉皮斯国王的手掌中，为满足另一个愿望，从克里斯塔洛山女王那里获得魔镜，他被变成了一座山。在变形的最后阶段，他看到女儿倒下，他的眼泪像河流一样流淌，形成这个湖泊，湖底还有他的女儿与魔镜。
这也由的一首名为""是她。
在第二个传说中，米苏里纳是威尼斯富商的女儿，因为有一个预言说她会使他们所有的财产消失，父亲把她送到山上，以避免预言成真。她经历了一些悲剧性的爱情故事，有些类似罗密欧与朱丽叶, 女孩在临死前，被一个情人从他父亲的马厩骗走。